# 가미카와구치역
가미카와구치역(일본어: 上川口駅, かみかわぐちえき)은 일본 교토부 후쿠치야마시에 있는 서일본 여객철도의 철도역이다.

## 역 구조
단식·섬식 2면 3선 구조의 지상역으로, 교행 시설 및 대피 시설이 갖추어져 있다. 후쿠치야마 역이 관리하는 무인역이다. 역사는 단식으로 설치된 1면 승강장 옆에 있으며, 섬식인 2·3번 승강장과는 구름다리로 연결되어 있다.

### 승강장
| 1   | ■ 산인 본선 | 상행 | 후쿠치야마 · 교토 · 오사카 방면 |
| 2·3 | ■ 산인 본선 | 하행 | 와다야마 · 도요오카 방면        |

## 역세권 정보
- 국도 제8호선

## 역사
- 1911년 10월 25일 - 일본국유철도 반탄 선의 후쿠치야마 ~ 와다야마 간 지선의 개통과 동시에 개업.
- 1987년 4월 1일 - 민영화에 따라 서일본 여객철도의 소속이 되었다.

## 인접역
| 서일본 여객철도 산인 본선 | 서일본 여객철도 산인 본선 | 서일본 여객철도 산인 본선             |
| ------------------------- | ------------------------- | ------------------------------------- |
| 후쿠치야마 교토 방면      | ■ 산인 본선               | 시모야쿠노 기노사키온센·하마사카 방면 |